# Issaba
Issaba est un arrondissement du département du Plateau au Bénin. C'est une division administrative sous la juridiction de la commune de Pobè.

## Population
Selon le recensement de la population effectué par l'Institut National de la Statistique Bénin le 15 février 2002, l'arrondissement avait une population totale de 19.732 habitants.